# Championnats de Tchéquie de cyclisme sur route
Les championnats de République tchèque de cyclisme sur route ont été créés en 1994. Ils succèdent aux championnats de Tchécoslovaquie de cyclisme sur route.

## Hommes

### Podiums de la course en ligne
| Année | Vainqueur           | Deuxième          | Troisième           |
| ----- | ------------------- | ----------------- | ------------------- |
| 1994  | Lubor Tesař         | Tomáš Sedláček    | Martin Kaňkovský    |
| 1995  | René Andrle         | Tomáš Velecký     | Jaroslav Bílek      |
| 1996  | Ján Svorada         | René Andrle       | František Trkal     |
| 1997  | Jaromír Purmenský   | Ondřej Fadrny     | Tomáš Konečný       |
| 1998  | Ján Svorada         | Milan Kadlec      | Ondřej Sosenka      |
| 1999  | Tomáš Konečný       | Milan Kadlec      | František Trkal     |
| 2000  | Lubomír Kejval (nl) | Milos Pejcha      | Michal Kalenda (cs) |
| 2001  | Jaromír Friede      | Jan Faltýnek (nl) | Petr Klasa          |
| 2002  | Ondřej Fadrny       | Tomáš Konečný     | Ondřej Sosenka      |
| 2003  | Lubor Tesař         | Ondřej Fadrny     | Adam Homolka (de)   |
| 2004  | Ondřej Sosenka      | Petr Benčík       | René Andrle         |
| 2005  | Ján Svorada         | Tomáš Bucháček    | Stanislav Kozubek   |
| 2006  | Stanislav Kozubek   | Petr Pucelík      | René Andrle         |
| 2007  | Tomáš Bucháček      | Tomáš Vokrouhlík  | Petr Benčík         |
| 2008  | Petr Benčík         | Martin Hebík      | Stanislav Kozubek   |
| 2009  | Martin Mareš        | Stanislav Kozubek | Vojtěch Dlouhý      |
| 2010  | Petr Benčík         | Stanislav Kozubek | Milan Kadlec        |
| 2011  | Petr Benčík         | Leopold König     | Zdeněk Štybar       |
| 2012  | Milan Kadlec        | František Raboň   | Jiří Polnický       |
| 2013  | Jan Bárta           | Martin Bína       | Petr Lechner        |
| 2014  | Zdeněk Štybar       | Petr Vakoč        | Jan Bárta           |
| 2015  | Petr Vakoč          | Leopold König     | František Sisr      |
| 2016  | Roman Kreuziger     | Zdeněk Štybar     | Martin Hunal        |
| 2017  | Zdeněk Štybar       | Josef Černý       | Petr Vakoč          |
| 2018  | Josef Černý         | Jan Bárta         | Jakub Otruba        |
| 2019  | František Sisr      | Tomáš Kalojíros   | Petr Vakoč          |
| 2020  | Adam Ťoupalík       | Zdeněk Štybar     | Petr Vakoč          |
| 2021  | Michael Kukrle      | Dominik Neuman    | Daniel Turek        |
| 2022  | Matěj Zahálka       | Jan Bárta         | Adam Ťoupalík       |
| 2023  | Mathias Vacek       | Pavel Bittner     | Šimon Vaníček       |
| 2024  | Tomáš Přidal        | Michael Kukrle    | Vojtěch Kmínek      |
| 2025  | Mathias Vacek       | Matyáš Kopecký    | Tomáš Přidal        |

Multi-titrés
- 3 : Petr Bencik, Jan Svorada
- 2 : Zdeněk Štybar, Lubor Tesar, Mathias Vacek

### Podiums du contre-la-montre
| Année | Vainqueur         | Deuxième            | Troisième           |
| ----- | ----------------- | ------------------- | ------------------- |
| 1997  | Jan Hruška        | Lubor Tesař         | Frantisek Trkal     |
| 1998  | Ondrej Sosenka    | Lubor Tesař         | Jan Hruška          |
| 1999  | Jan Hruška        | Milan Kadlec        | Tomáš Konečný       |
| 2000  | Ondrej Sosenka    | Lubor Tesař         | Milan Kadlec        |
| 2001  | Ondřej Sosenka    | Michal Kalenda (cs) | Michal Hrazdira     |
| 2002  | Ondřej Sosenka    | Michal Hrazdira     | Michal Kalenda (cs) |
| 2003  | Michal Hrazdira   | Radek Blahut (de)   | Ondřej Sosenka      |
| 2004  | Michal Hrazdira   | Ondřej Sosenka      | Lubor Tesař         |
| 2005  | Ondřej Sosenka    | Michal Hrazdira     | Milan Kadlec        |
| 2006  | Ondřej Sosenka    | Milan Kadlec        | František Raboň     |
| 2007  | Stanislav Kozubek | René Andrle         | Jan Faltýnek (nl)   |
| 2008  | František Raboň   | Jan Hruška          | René Andrle         |
| 2009  | František Raboň   | Stanislav Kozubek   | Tomáš Okrouhlický   |
| 2010  | František Raboň   | Jan Bárta           | Leopold König       |
| 2011  | Jiří Hudeček      | Jan Bárta           | Tomáš Okrouhlický   |
| 2012  | Jan Bárta         | Zdeněk Štybar       | František Raboň     |
| 2013  | Jan Bárta         | Martin Hačecký      | Tomáš Okrouhlický   |
| 2014  | Jan Bárta         | Petr Vakoč          | Zdeněk Štybar       |
| 2015  | Jan Bárta         | Leopold König       | Petr Vakoč          |
| 2016  | Leopold König     | Jan Bárta           | Petr Vakoč          |
| 2017  | Jan Bárta         | Petr Vakoč          | Josef Černý         |
| 2018  | Josef Černý       | Jan Bárta           | Michael Kukrle      |
| 2019  | Jan Bárta         | Josef Černý         | Petr Vakoč          |
| 2020  | Josef Černý       | Jan Bárta           | Adam Ťoupalík       |
| 2021  | Josef Černý       | Jan Bárta           | Adam Ťoupalík       |
| 2022  | Jan Bárta         | Michael Kukrle      | Jakub Otruba        |
| 2023  | Jakub Otruba      | Petr Kelemen        | Mathias Vacek       |
| 2024  | Mathias Vacek     | Josef Černý         | Jakub Otruba        |
| 2025  | Mathias Vacek     | Josef Černý         | Jakub Otruba        |

Multi-titrés
- 6 : Jan Barta, Ondrej Sosenka
- 3 : Josef Černý, Frantisek Rabon
- 2 : Michal Hrazdira, Jan Hruska

## Femmes

### Podiums de la course en ligne
| Année | Vainqueur          | Deuxième          | Troisième           |
| ----- | ------------------ | ----------------- | ------------------- |
| 1993  | Julie Pekárková    | Šárka Víchová     | Renata Holová       |
| 1994  | Lenka Těšíková     | Karla Polívková   | Julie Pekárková     |
| 1995  | Šárka Víchová      | Karla Polívková   | Julie Pekárková     |
| 1996  | Julie Pekárková    | Šárka Víchová     | Blanka Navrátilová  |
| 1997  | Miluše Flašková    | Šárka Víchová     | Kristina Obručová   |
| 1998  | Blanka Navrátilová | Lada Kozlíková    | Maria Hostasová     |
| 1999  | Lada Kozlíková     | Miluše Flašková   | Kristina Obručová   |
| 2000  | Lada Kozlíková     | Ilona Bublová     | Karla Polívková     |
| 2001  | Lada Kozlíková     | Karla Polivková   | Ilona Bublová       |
| 2002  | Julie Pekárková    | Zdenka Havlíková  | Kristina Obručová   |
| 2003  | Ilona Bublová      | Julie Pekárková   | Jana Kábrtová       |
| 2004  | Martina Růžičková  | Barbora Bohatá    | Pavla Havlíková     |
| 2005  | Lada Kozlíková     |                   |                     |
| 2006  | Lada Kozlíková     | Pavla Havlíková   | Martina Růžičková   |
| 2007  | Martina Růžičková  | Jarmila Machačová | Pavla Havlíková     |
| 2008  | Martina Růžičková  | Jarmila Machačová | Dana Fialová        |
| 2009  | Martina Růžičková  | Tereza Huříková   | Jarmila Machačová   |
| 2010  | Martina Sáblíková  | Martina Růžičková | Lada Kozlíková      |
| 2011  | Martina Sáblíková  | Martina Růžičková | Jarmila Machačová   |
| 2012  | Pavlína Šulcová    | Martina Růžičková | Martina Sáblíková   |
| 2013  | Martina Sáblíková  | Pavlína Šulcová   | Pavla Havlíková     |
| 2014  | Martina Sáblíková  | Anežka Drahotová  | Pavlína Šulcová     |
| 2015  | Martina Sáblíková  | Zuzana Neckarová  | Barbora Průdková    |
| 2016  | Martina Sáblíková  | Barbora Průdková  | Martina Mikulášková |
| 2017  | Nikola Noskova     | Lucie Hochmann    | Jarmila Machačová   |
| 2018  | Jarmila Machačová  | Nikola Nosková    | Melissa van Neck    |
| 2019  | Tereza Neumanová   | Nikola Bajgerová  | Jarmila Machačová   |
| 2020  | Jarmila Machačová  | Tereza Neumanová  | Nikola Bajgerová    |
| 2021  | Tereza Neumanová   | Nikola Bajgerová  | Nikola Nosková      |
| 2022  | Tereza Neumanová   | Nikola Bajgerová  | Kristýna Zemanová   |
| 2023  | Jarmila Machačová  | Kristýna Burlová  | Nikola Bajgerová    |
| 2024  | Barbora Němcová    | Nikola Bajgerová  | Julia Kopecký       |
| 2025  | Kristýna Burlová   | Julia Kopecký     | Kristýna Zemanová   |

Multi-titrées
- 6 : Martina Růžičková
- 5 : Lada Kozlíková
- 4 : Martina Růžičková
- 3 : Julie Pekárková, Tereza Neumanová
- 2 : Jarmila Machačová

### Podiums du contre-la-montre
| Année | Vainqueur          | Deuxième           | Troisième            |
| ----- | ------------------ | ------------------ | -------------------- |
| 1993  | Šárka Víchová      | Julie Pekárková    | Miluše Flašková      |
| 1994  | Renata Holová      | Pavlina Daněčková  | Šárka Víchová        |
| 1995  | Šárka Víchová      | Miluše Flašková    | Blanka Navrátilová   |
| 1996  | Pavlina Daněčková  | Miluše Flašková    | Julie Pekárková      |
| 1997  | Kristina Obručová  | Miluše Flašková    | Jiřina Frantíková    |
| 1998  | Lada Kozlíková     | Blanka Navrátilová | Kristina Obručová    |
| 1999  | Lada Kozlíková     | Miluše Flašková    | Šárka Víchová        |
| 2000  | Lada Kozlíková     | Julie Pekárková    | Karla Polivková      |
| 2001  | Lada Kozlíková     | Karla Polivková    | Ilona Bublová        |
| 2002  | Lada Kozlíková     | Julie Pekárková    | Pavla Havlíková      |
| 2003  | Ilona Bublová      | Julie Pekárková    | Pavla Havlíková      |
| 2004  | Julie Pekárková    | Ilona Bublová      | Pavla Nováková       |
| 2005  | Lada Kozlíková     |                    |                      |
| 2006  | Lada Kozlíková     | Martina Růžičková  | Jarmila Machačová    |
| 2007  | Tereza Huříková    | Martina Růžičková  | Martina Sáblíková    |
| 2008  | Jarmila Machačová  | Martina Růžičková  | Martina Sáblíková    |
| 2009  | Tereza Huříková    | Martina Růžičková  | Jarmila Machačová    |
| 2010  | Martina Sáblíková  | Martina Růžičková  | Gabriela Slámová     |
| 2011  | Martina Sáblíková  | Martina Růžičková  | Jarmila Machačová    |
| 2012  | Jarmila Machačová  | Martina Sáblíková  | Pavlína Šulcová      |
| 2013  | Martina Sáblíková  | Katarina Hranaiová | Pavlína Šulcová      |
| 2014  | Martina Sáblíková  | Pavlína Šulcová    | Anežka Drahotová     |
| 2015  | Martina Sáblíková  | Jarmila Machačová  | Martina Růžičková    |
| 2016  | Martina Sáblíková  | Jarmila Machačová  | Anežka Drahotová     |
| 2017  | Nikola Nosková     | Jarmila Machačová  | Tereza Korvasová     |
| 2018  | Tereza Korvasova   | Jarmila Machačová  | Melissa van Neck     |
| 2019  | Tereza Korvasova   | Jarmila Machačová  | Nikola Bajgerová     |
| 2020  | Nikola Nosková     | Marketa Hajkova    | Tereza Korvasova     |
| 2021  | Nikola Nosková     | Jarmila Machačová  | Nikol Flasarova      |
| 2022  | Denisa Slamova     | Nikola Bajgerová   | Petra Ševčíková      |
| 2023  | Eliška Kvasničková | Kristýna Burlová   | Nikola Bajgerová     |
| 2024  | Julia Kopecký      | Nikola Nosková     | Jana Milec Jiřincová |
| 2025  | Julia Kopecký      |                    |                      |

Multi-titrées
- 7 : Lada Kozlíková
- 6 : Martina Sáblíková
- 3 : Nikola Nosková
- 2 : Šárka Víchová, Jarmila Machačová, Tereza Huříková, Tereza Neumanová

## Espoirs Hommes

### Podiums de la course en ligne
| Année | Vainqueur         | Deuxième               | Troisième              |
| ----- | ----------------- | ---------------------- | ---------------------- |
| 2001  | Michal Vodička    | Radek Dítě             | Petr Šesták            |
| 2003  | Jan Bárta         | Michal Kollert         | Rostislav Lisník       |
| 2004  | Martin Mareš      | František Klouček (de) | Zdeněk Štybar          |
| 2005  | František Raboň   | Pavel Zitta            | Tomáš Míček            |
| 2006  | Pavel Zitta       | Jan Bárta              | František Klouček (de) |
| 2007  | Jakub Danačík     | František Padour       | František Klouček (de) |
| 2008  | Ondřej Zelinka    | Zdeněk Křížek          | Ondřej Bambula         |
| 2009  | Jakub Kratochvíla | Jiří Šíbl              | Zdeněk Křížek          |
| 2010  | Jakub Kratochvíla | Lubomír Petruš         | Karel Hník             |
| 2011  | Jakub Novák       | Petr Vakoč             | David Dvorský          |
| 2012  | Karel Hník        | Michael Boroš          | Petr Vakoč             |
| 2013  | Michael Boroš     | Petr Vakoč             | Denis Rugovac          |
| 2014  | Tomáš Koudela     | Daniel Turek           | David Dvorský          |
| 2015  | František Sisr    | Josef Černý            | Daniel Turek           |
| 2016  | Michal Schlegel   | Adam Ťoupalík          | Jiří Šorm              |
| 2017  | Roman Lehký       | Luděk Lichnovský       | Adam Ťoupalík          |
| 2018  | Jakub Otruba      | Adam Ťoupalík          | Jan Rajchart           |
| 2019  | Tomáš Barta       | Vojtěch Sedláček       | František Honsa        |
| 2020  | Vojtěch Řepa      | Tomáš Jakoubek         | Daniel Babor           |
| 2021  | Daniel Babor      | Tomáš Bárta            | František Vinklárek    |
| 2022  | Petr Kelemen      | Jakub Ťoupalík         | Jan Kašpar             |
| 2023  | Daniel Mráz       | Milan Kadlec           | Matyáš Fiala           |
| 2024  | Matyáš Fiala      | Daniel Mráz            | Jan Bittner            |
| 2025  | Štěpán Zahálka    | Filip Saidl            | Ondřej Pokorný         |

Multi-titrés
- 2 : Jakub Kratochvíla

### Podiums du contre-la-montre
| Année | Vainqueur           | Deuxième            | Troisième         |
| ----- | ------------------- | ------------------- | ----------------- |
| 2000  | Pavel Zerzáň (nl)   | Průša               | Radek Dítě        |
| 2001  | Michal Vodička      | Ladislav Fabišovský | Radek Dítě        |
| 2002  | František Raboň     | Ladislav Fabišovský |                   |
| 2003  | Ladislav Fabišovský | František Raboň     | Tomáš Míček       |
| 2004  | František Raboň     | Pavel Martínek      | Milan Behunek     |
| 2005  | František Raboň     | Roman Kreuziger     | Tomáš Míček       |
| 2006  | Lukáš Sáblík        | Tomáš Míček         | Pavel Šubrt       |
| 2008  | Martin Hačecký      | David Menger        | Vojtěch Hačecký   |
| 2009  | Vojtěch Hačecký     | Jakub Novák         | Jiří Bareš        |
| 2010  | Jakub Novák         | Jiří Bareš          | Roman Fürst (en)  |
| 2011  | Petr Vakoč          | Lukáš Smola         | Jakub Filip       |
| 2012  | Jakub Novák         | Josef Hošek         | Daniel Turek      |
| 2013  | Josef Černý         | Josef Hošek         | Petr Vakoč        |
| 2014  | David Dvorský       | Michal Schlegel     | Tomáš Zechmeister |
| 2015  | Josef Černý         | Daniel Turek        | Michal Schlegel   |
| 2016  | Michal Schlegel     | Michael Kukrle      | Nicolas Pietrula  |
| 2017  | Nicolas Pietrula    | Adam Ťoupalík       | Michal Kohout     |
| 2018  | Jakub Otruba        | Roman Lehký         | Richard Holec     |
| 2019  | Jakub Otruba        | Michal Rotter       | Vojtěcha Sedláčka |
| 2020  | Jakub Otruba        | Petr Kelemen        | Vojtěch Řepa      |
| 2021  | Tomáš Kopecký       | Jakub Bouček        | Mathias Vacek     |
| 2022  | Mathias Vacek       | Petr Kelemen        | Jakub Ťoupalík    |
| 2023  | Pavel Bittner       | Filip Řeha          | Štěpán Telecký    |
| 2024  | Daniel Rubeš        | Jan Bittner         | Jan Lukeš         |
| 2025  | Jan Bittner         | Alberto Monti       | Jan Lukeš         |

Multi-titrés
- 3 : František Raboň, Jakub Otruba
- 2 : Jakub Novák, Josef Černý

## Juniors Hommes

### Podiums de la course en ligne
| Année | Vainqueur        | Deuxième          | Troisième      |
| ----- | ---------------- | ----------------- | -------------- |
| 2004  | Roman Kreuziger  | Tomáš Benda       | Martin Němeček |
| 2005  | Zdenik Máchal    | Leopold König     | David Menger   |
| 2006  | František Padour | Ondřej Bělohoubek | David Menger   |
| 2008  | ?                | ?                 | ?              |
| 2009  | Jan Hirt         | Pavel Stöhr       | Tomáš Koudela  |
| 2010  | Daniel Veselý    | Michael Boroš     | Petr Vakoč     |
| 2011  | ?                | ?                 | ?              |
| 2012  | Michael Kukrle   | Šimon Matějů      | Martin Kubík   |
| 2013  | Luděk Helis      | Martin Kubík      | Martin Dejmek  |
| 2014  | Adam Ťoupalík    | Luděk Helis       | Vojtěch Pezlar |
| 2015  | Michal Brázda    | Jakub Otruba      | Matěj Štibingr |
| 2016  | Jakub Otruba     | Adam Šimunek      | Richard Holec  |
| 2017  | Hynek Palička    | Karel Tyrpekl     | Daniel Rybín   |
| 2018  | Petr Kelemen     | Karel Vacek       | Vojtěch Řepa   |
| 2019  | Pavel Bittner    | Jakub Ťoupalík    | René Smékal    |
| 2020  | Pavel Bittner    | Mathias Vacek     | Jakub Havrlant |
| 2021  | Matyáš Kopecký   | Milan Kadlec      | Matěj Stránský |
| 2022  | Martin Bárta     | Milan Kadlec      | Pavel Novák    |
| 2023  | Kryštof Král     | Robert Kobr       | Jan Podařil    |
| 2024  | Pavel Šumpík     | Adam Pešek        | Jan Faltýnek   |
| 2025  | Daniel Kuběna    | Tomáš Janovský    | Tomáš Hájek    |

Multi-titrés
- 2 : Pavel Bittner

### Podiums du contre-la-montre
| Année     | Vainqueur        | Deuxième         | Troisième          |
| --------- | ---------------- | ---------------- | ------------------ |
| 2004      | Roman Kreuziger  |                  |                    |
| 2005      | Zdenik Máchal    | Filip Hanslián   | Lukáš Kloucek (de) |
| 2006      | Martin Hačecký   | Jan Dostál (de)  | Antonín Linda      |
| 2007-2008 | ?                | ?                | ?                  |
| 2009      | Jan Kadúch (de)  | Roman Fürst (en) | Josef Hošek        |
| 2010      | Daniel Turek     | Jan Kadúch (de)  | Tomáš Koudela      |
| 2011      | ?                | ?                | ?                  |
| 2012      | Michal Schlegel  | Radovan Doležel  | Ondřej Ponikelský  |
| 2013      | Michal Schlegel  | Nicolas Pietrula | Michal Kohout (en) |
| 2014      | Adam Ťoupalík    | Roman Lehký      | Vojtěch Pezlar     |
| 2015      | Jakub Otruba     | Jiří Šorm        | Lukáš Slavík       |
| 2016      | Richard Holec    | Jakub Otruba     | Vojtěch Sedláček   |
| 2017      | Vojtěch Sedláček | Richard Holec    | Šimon Vaníček      |
| 2018      | Karel Vacek      | Petr Kelemen     | Tomáš Kopecký      |
| 2019      | Jakub Ťoupalík   | Pavel Bittner    | Bruno Stoček       |
| 2020      | Mathias Vacek    | Pavel Bittner    | Daniel Žvak        |
| 2021      | Štěpán Telecký   | Matyáš Kopecký   | Pavel Jindřich     |
| 2022      | Pavel Novák      | Štěpán Telecký   | Milan Kadlec       |
| 2023      | Pavel Šumpík     | Kryštof Král     | Jan Bittner        |
| 2024      | Pavel Šumpík     | Matěj Piták      | Matyáš Polák       |
| 2025      | Jakub Patras     | Jakub Zaňka      | Marek Stiblík      |

Multi-titrés
- 2 : Michal Schlegel, Pavel Šumpík